# Metallotionein
A metallotioneinek elsősorban a májban és a vesében található kis molekulájú fehérjék, melyeknek nagy az affinitása a cink, kadmium és réz iránt. Szerkezetükre jellemző a Cys-X-Cys (X-tetszőleges aminosav) hétszeri előfordulása. Az ismétlődő szekvenciáknak a nehézfémionok megkötésében van szerepe. 
Cink, réz, kadmium, higany stb. nehézfémek hatására a tionein fehérjék mennyisége jelentősen megnő.
A méregtelenítő funkció mellett feltehetően szerepet játszanak az esszenciális cink és réz szöveti tárolásában is.